# Camenta coronata
Camenta coronata är en skalbaggsart som beskrevs av Louis Burgeon 1945. Camenta coronata ingår i släktet Camenta och familjen Melolonthidae. Inga underarter finns listade.